# Lianzhen
Lianzhen (kinesiska: 连镇, 连镇乡) är en socken i Kina. Den ligger i provinsen Hebei, i den norra delen av landet, omkring 230 kilometer söder om huvudstaden Peking. Antalet invånare är 24 494. Befolkningen består av 12 148 kvinnor och 12 346 män. Barn under 15 år utgör 18,0 %, vuxna 15-64 år 73 %, och äldre över 65 år 8,0 %.
Genomsnittlig årsnederbörd är 776 millimeter. Den regnigaste månaden är juli, med i genomsnitt 305 mm nederbörd, och den torraste är mars, med 3 mm nederbörd.